# Swartepape

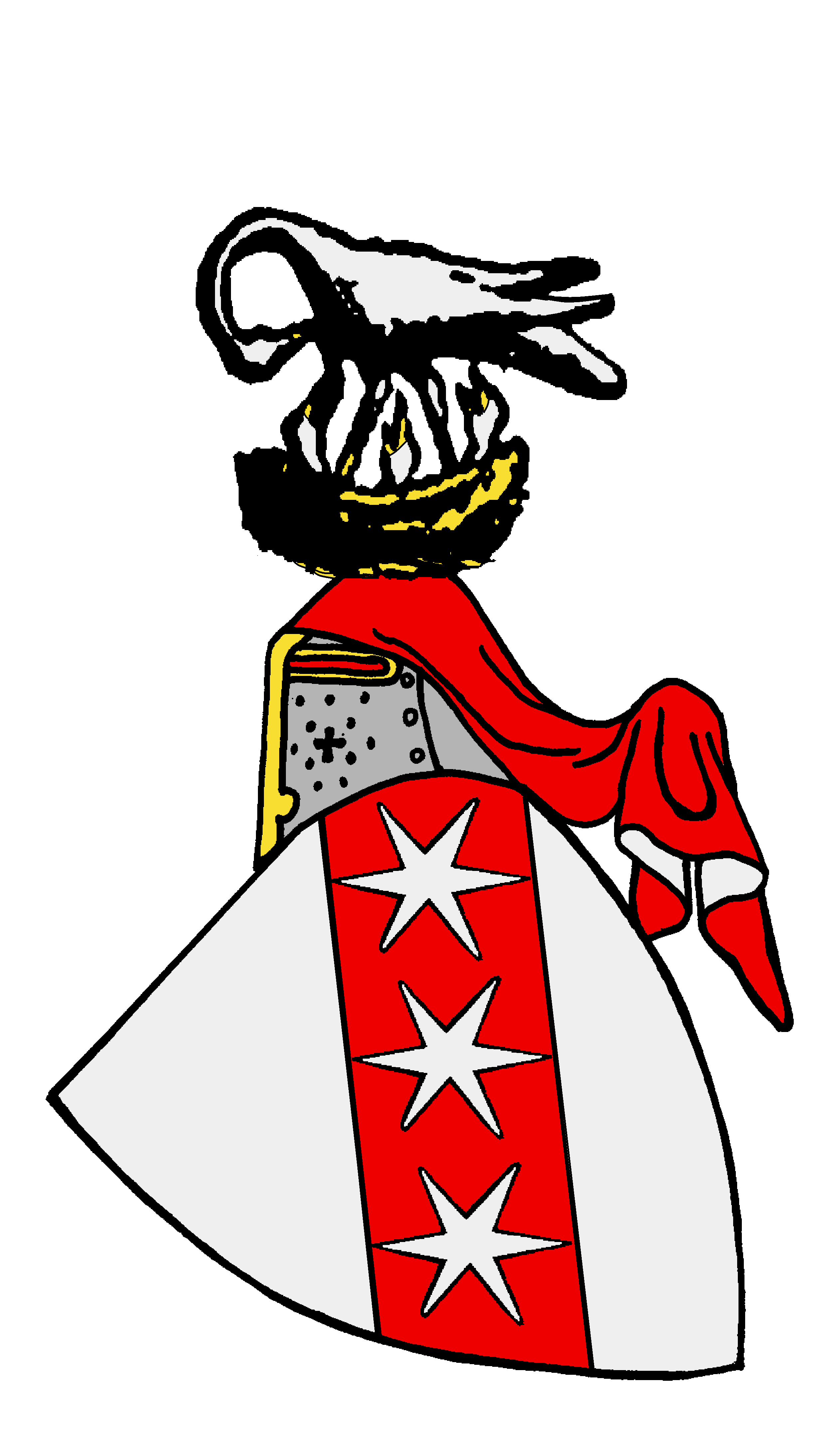
Wappen der Swartepape

Die Swartepape waren eine mittelalterliche, einflussreiche, mecklenburgische Patrizierfamilie, welche ihren Lebensmittelpunkt in und um Plau am See hatten.

## Geschichte

### Herkunft
Lisch legt sich auf eine Abstammung der Swartpape von den aus dem Reich zugewanderten adeligen Pape fest, wie sie zahlreich in Mecklenburg im 13. und 14. Jahrhundert anzutreffen sind. Demgegenüber werden sie jedoch wohl nach jüngerer Forschung als Stammesverwandte des Adelsgeschlechts von Gamm gesehen, die ja unstrittig wendischen Ursprungs sind.

### Besitz, Ausbreitung und Auftreten

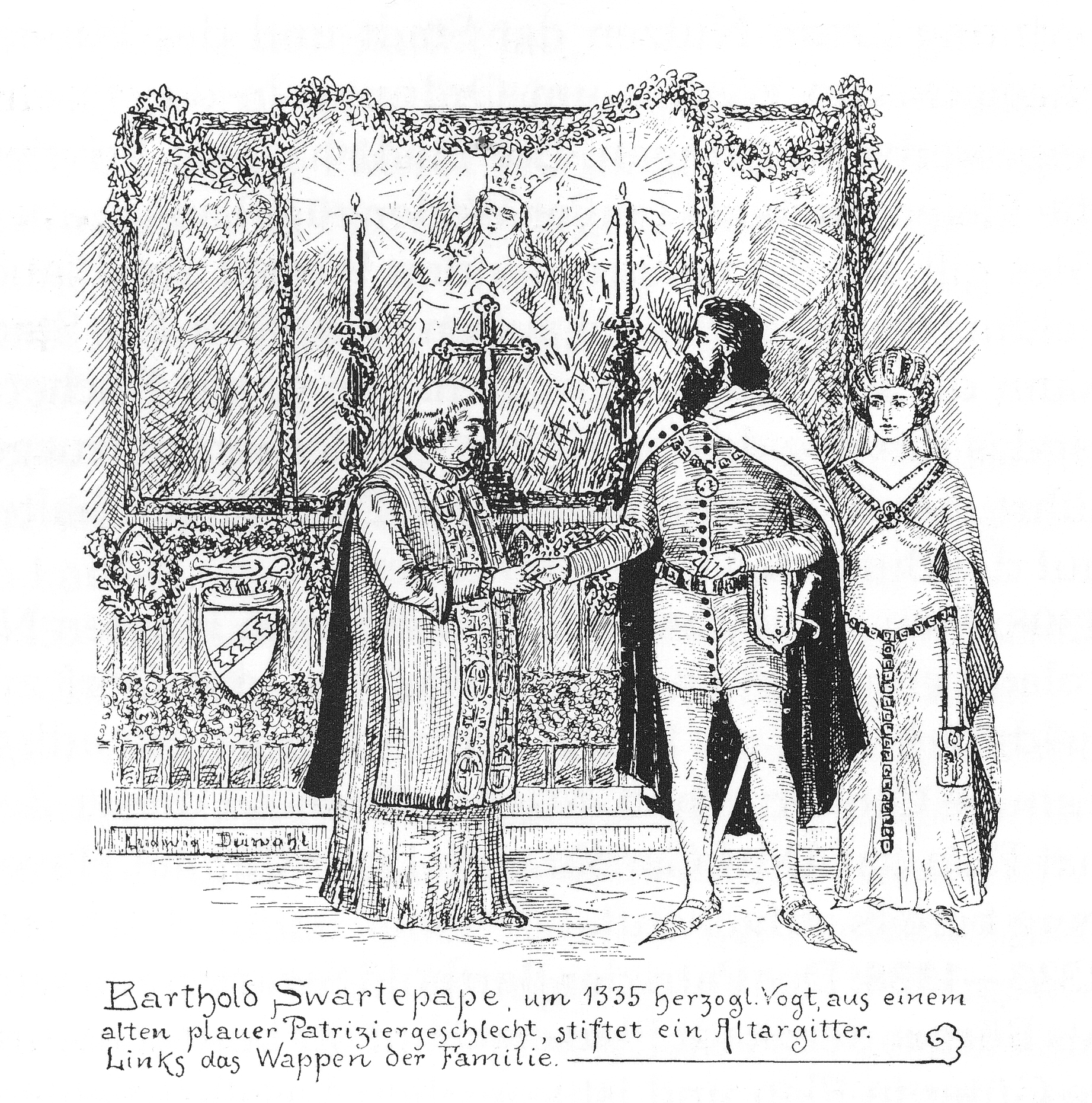
Barthold Swartepape stiftet der Plauer Kirche ein Altargitter (unverbürgte Szene), Zeichnung von Ludwig Düwahl

Die Swartepapenburg, ein alter Burgwall auf der Feldmark Gaarz, war eine Domäne des alten Borwin und wurde von diesem 1223 an die Geistlichkeit verschenkt.
Am 28. September 1284 verpfändeten die Fürsten von Werle dem "Hinrico Nigro Clerico, burgensi in Plawe" für 200 Mark Lübisch mehrere Hebungen aus der Mühle zu Plau. 1308 erhielt Berthold I. Swartepape das ganze Dorf Zarmoth (Samot) zum Lehen und bekam 1313 vom Fürsten Nicolaus von Werle das volle Eigentum.
Zwischen 1313 und 1338 wird in den Urkunden häufig der Bürger und fürstliche Vogt Bartold I. Swartepape genannt, der eine der bedeutenden Persönlichkeiten in der mittelalterlichen Geschichte der Stadt Plau war.
Der Lehnsbesitz von vier Hufen zu Kuppentin gelangte 1320 an den Plauer Bürger Berthold I. Swartepape. 1337 schenkte Fürst Nicolaus von Werle an Barthold I. Swartepape das Eigenthum von 16 Hufen des Dorfes Drosenow (Dresenow), von zehn Hufen im Dorfe Hof Malchow (heute Altenlinden) und von der Mühle in Dresenow. Der Knappe Berthold II. Swartepape verpfändete 1372 seine vier Hufen an den Priester Johann Lorenz, Vikar zu Plau, und seinen Vetter Hans Lorenz. 1396 verkauften die Swartepapen ihr Dorf Dresenow mit 16 Hufen und der Mühle an das Kloster Stepenitz in der Prignitz. Bartold III. (1386–1396) und dessen drei Brüder, alle Bürger zu Plau, veräußerten die vom Großvater erworbenen Güter. Mit ihnen erlosch zum Ende des 14. Jahrhunderts das Geschlecht.
In Plau gab es nach dem Abgang der Familie noch manche posthume Bezugnahme. So wurde in den Registern von 1448/49 noch ein Swartepapenhoven auf der Feldmark Retzow bei Lübz aufgeführt. Seit 1930 gibt es in Plau am See, Ortsteil Plötzenhöhe, eine Swartepape-Straße welche auf die Familie Bezug nimmt.

### Stammreihe
1. Heinrich, Bürger in Plau, urkundlich 1284–1298
  1. Barthold I., Bürger in Plau, 1332–1335 Vogt ebendort, urkundlich 1308–1338, ⚭ Agnete Man (⚭II NN Zwertze)
    1. Dietrich, Priester 1354–1375
    2. Henning, urkundlich 1354–1372
    3. Barthold II., Knappe 1354–1380
      1. Claus, urkundlich 1386–1396
      2. Eberhard, urkundlich 1386–1388
      3. Werner, urkundlich 1386–1396
      4. Barthold III., urkundlich 1386–1396
      5. NN, ⚭ Iwan Samekow auf Daschow, urkundlich 1388

  2. Nicolaus, Ratmann in Plau 1299
2. Eberwin, urkundlich 1298

## Wappen
Das Wappen zeigt in einem linken Schrägbalken drei Sterne und statt des Helms ein Pelikansnest, in welchem ein Pelikan steht, der sich die Brust aufreißt und mit seinem Blute seine Jungen nährt; die Swartepapen führten dieses Helmzeichen mitunter auch allein im Siegel.